# Село на мільйон
«Село на мільйон» — український комедійний телесеріал режисера Бати Недича, відзнятий «1+1 Продакшн».

## Про серіал
Серіал є адаптацією хорватського формату «Kud Puklo Da Puklo». Від оригіналу автори залишили тільки сюжетну лінію.
Хоча в серіалі йде мова про нібито село Куляби в Західній Україні, а саме на Тернопільщині, такого села в області нема. Зате є село з подібною назвою — Дуляби на Бережанщині. Самі ж зйомки серіалу відбувалися на київських Осокорках.

## Сюжет (1 сезон)
Троє кузенів Катя, Коля і Тимур отримують у спадок від свого дідуся Юхима Кібця мільйон євро, але з однією умовою — вони повинні переїхати зі Львова, Миколаєва та Києва до села Куляби на Тернопільщині і прожити там рік, не залишаючи його більше ніж на 24 години.
Якщо ніхто зі спадкоємців не зможе протриматися в селі весь цей час, гроші перейдуть громаді в розпорядження сільського голови Івана. А у разі нещасного випадку гроші перейдуть на благодійність. Дізнавшись про це, його опонент Гарбуз має намір ще активніше боротися за владу, намагаючись різними способами відтягнути в Івана голоси членів сільради.

### 1 серія
Покійний дід Юхим Кібець заповів своїм онукам, які його жодного разу не бачили, хату, ділянку та мільйон євро. Та за однієї умови — вони мають рік прожити в селі. Інакше все отримає громада села. Місцеві жителі вирішили вижити міську молодь своєю гостинністю. Та в них теж усе пішло шкереберть. Разом з Юхимом голова поховав свій гаманець та печатку. 

### 2 серія
Пригоди спадкоємців у селі тривають. Катерина відмовляється від грошей і повертається додому. Тим часом, скориставшись відсутністю Каті, Снєжка зваблює Діму, але він не піддається спокусам. За допомогою підступних порад мами, Тимур намагається позбутись останнього конкурента на спадок і отримати мільйон євро.

### 3 серія
Катя повернулася до села, вона знову у грі. Дорогою обляпала Сніжану, а в хаті застукала Йосипа з дівчиною і знову почала битися. Кузени вирішили підписати пакт про ненапад та розподілили обов'язки. Дмитра змушують освідчитися Сніжані, адже він зірвав з неї одяг у барі. Тимур зняв цю сцену на відео та виклав на youtube. Ролик став популярним.

### 4 серія
На зібранні сільради проголосували проти вотуму недовіри голові. Також селяни переймаються через моральний стан молоді — після приїзду міських кузенів розпуста наступає на село. Поборники моралі розпочали серйозну боротьбу, вимагають започаткувати духовні заняття, які буде проводити пан отець. Катя з Колею пробують дістати води. Дмитро запросив їх до себе додому.

### 5 серія
Селом ширяться чутки про львівського лікаря — нареченого Каті. Їх розносить вчителька, яка була присутня під час освідчення Дениса. Катя обурена приїздом Дениса і відмовляється з ним говорити — дівчина підозрює, що молодий лікар дуже зацікавлений у мільйонному спадку. Денисові нібито вдається переконати свою дівчину, що він привіз у село обручку не через гроші. Коля і Тимур вирішують з головою села питання водогону. Отець Любомир намагається працювати над моральним обличчям молоді села, однак просвітницькі зустрічі закінчуються не зовсім так, як він планував. А Сніжана вигадала хитрий план, як «нейтралізувати» Катю підсипавши проносного у воду.

### 6 серія
У селі оголошено полювання на викрадача Каті. Та першим попався батько дівчини. Рятувальна операція триває, селяни прочісують ліс. Не обійшлося без жертв. Тим часом сама Катя вислуховує чергове освідчення. Світлана пішла від мами, але тепер нема де приймати залицяльника Йосипа. Кузени Коля і Тимур нарешті з'ясували, звідки в них харчове отруєння.

### 7 серія
Чутки про Діму і Катю доходять до вух Снєжки, відомої сільської дівчини. Сільський голова планує інсценувати викрадення записника Гарбуза, в якому зібрано підписи за його відставку. Мирон тим часом хоче змусити Йосипа одружитися зі Світланою або ж вигнати його з дому, бо вони «живуть у гріху», а отець Любомир намагається вирішити це питання мирно. Катя влаштовує Дмитру серйозну розмову за те, що той розбовкав усім про її наколку на спині. Дільничий настільки переживає, що бачив злочин Снєжки, що наважується на сповідь. Та сповідь призвела до поцілунку Снєжки та дільничого, який, як виявилось, було випадково записано.

### 8 серія
Дмитро влаштовує побачення зі Снєжкою перед носом у Каті. Гарбуз намагається написати заяву на тих, хто вкрав аркуші з підписами з його зошита, але дільничний не бачить складу злочину. Тож Гарбуз вирушає одразу в сільраду, щоб напряму з'ясувати стосунки з Боярчуком. Снєжка намагається звабити Дмитра, але йому всюди ввижається поцілунок Каті. З подачі Снєжки чутки про імпотенцію Дмитра доходять до Івана Боярчука, той приходить до Каті з проханням вилікувати сина. Катя розуміє прохання голови по-своєму й обурена нахабством родини Боярчуків. Рената повертається в місто, але діти залишаються в селі разом із Колею і встигають стати спільниками сільського голови.

### 9 серія
У сільраді обговорюють, як краще застосувати археологічну знахідку для розвитку села. Голова сподівається, що Куляби стануть тепер більш привабливими для туристів. На честь кам'яної статуї планують влаштувати танці. Діма розчарований черговою рішучою відмовою Каті й уже готовий повернутися до Снєжки. Такий сценарій не влаштовує Петра, тож той поспіхом радить другові боротися за Катю й далі. Випивши вина для хоробрості, Діма знов іде до Катерини, але стає свідком неприємної сцени. Батько Петра сватає синові Катерину — йому принципово відбити гарну невістку в Івана Боярчука, щоб не програти заклад. Катерина погоджується піти на танці з Петром, аби насолити Дімі. Тимур тим часом відчув на собі всі переваги й недоліки життя в райцентрі.

### 10 серія
У Кулябах розпочинається дискотека. Після патетичної промови голови про необхідність народжувати дітей починаються танці, однак молодь не в захваті від модного діджея Ракети-Тимура з Києва. Коля допомагає братові виправити ситуацію і стає улюбленцем публіки. Тим часом священик із сусідніх Гайківців, що наслухався чуток про кам'яного кумира, хоче підловити мешканців Кулябів на язичницьких забавах. Петро не хоче бачити, як Снєжка заграє до Діми на танцях і йде додому та залишає Катю без пари. Діма і Катя майже помирилися, але Снєжка не може відпустити хлопця до суперниці просто так. Наприкінці вечора Катя і Тимур стають жертвами викрадення.

### 11 серія
Стосунки Діми і Каті розвиваються, адже молодий Боярчук нарешті зрозумів — для його коханої поради мачо-Йосипа не підходять. Тамара Миколаївна з'ясовує, що Гарбуз продає молоді в крамниці контрацептиви. Вчителька обурена — село на межі демографічної кризи, її школу можуть закрити через відсутність дітей, яких можна було би вчити. Тамара вирішує завести ще одну дитину й пропонує Гарбузу стати батьком. Йосип і Свєта шоковані рішенням батьків і намагаються змінити їхні плани. Сільський голова з кумом вирішують передати скіфську бабу священику з Гайківців. Натомість той обіцяє зняти вроки з їхніх синів. Однак під час передачі статуї з'ясовується, що хтось підмінив вантаж. Підозра падає на отця Любомира — йому погрожують виключенням із членів сільради. Тим часом Коля знаходить спосіб, як розказати мешканцям села, що герой насправді не Тимур, а Дмитро.

### 12 серія
Львівський колишній наречений Каті переконує Дмитра, що Катя погодилася відновити стосунки з ним. Діма у відчаї, але не хоче заважати коханій. Брати Коля і Тимур вирішують подавати кандидатури на вибори і змагаються за авторитет в очах мешканців Кулябів. Дільничний Петро дізнається, що Денис перебуває в розшуку. Дмитро вирушає на роботу в закарпатські ліси, а отець Любомир розкриває Каті очі на ситуацію, яка склалася. Денис влаштовує Каті пропозицію руки і серця з білим конем, квітами і янголятами, однак саме в цей момент Петро заарештовує горе-нареченого. Катя вирішує покинути село, спадок і їхати за Дмитром на Синевир. Тим часом у селі проходять вибори, і результати дещо змінюють плани претендентів на мільйон діда Кібця.

## Сюжет (2 сезон)
У другому сезоні боротьба за славнозвісний мільйон триває. На заваді планам Тимура і Колі може стати весілля Каті – вона не тільки вирішує вийти за Дмитра, але й планує разом з ним переїхати на Синевір. До того ж, в серіалі з’явиться ще один претендент на завітний спадок. Тим часом, у селі відбувається зміна сільського голови, який зовсім не готовий віддати гроші приїзжим спадкоємцям.

### 1 серія
Ще місяць тому Катя не уявляла собі, що може переїхати зі Львова в село, та ще й знайти своє кохання. Дмитро зробив їй пропозицію руки і серця і вони збираються переїхати на Синевир.
Батькові Каті ця новина не сподобалася, адже він все ще претендує на мільйон. Дмитро йде до отця Любомира, щоб той обвінчав молодят. Однак виявляється, що це можливо тільки через місяць, а весілля вже через тиждень. Щастю закоханих постійно щось заважає.

### 2 серія
Друзі Дмитра влаштували йому вечірку – попрощання з «холостяцьким життям». Врешті-решт вони напилися так, що опинилися у Львові, та ще й загубили Дмитра! Шурка і голова сільради Іван готують змову проти Гарбуза, щоб посунути його з виборів. Зрештою, вони відправляються до Львова.

### 3 серія
Сніжана задумала загубити кільця Дмитра і Каті, щоб ті не одружилися. Потім вона дізналася, що другою дружкою Каті повинна бути її львівська подруга Маша. Але Марія спізнюється, а Сніжана зі Світланою тим часом знайшли фото, з відпочинку хлопців у Львові. Подруги роблять все можливе, щоб зірвати весілля. Але чи стане це перешкодою для справжнього кохання?

### 4 серія
Степан знайшов щоденник свого батька і дізнався, звідки мільйон. Мирон відрікся від посади виконуючого обов’язки голови сільради на користь Тамари. Але Тамара дізналася про його справжні наміри. А Дмитро поїхав на Синевир працювати, але без дружини його не хочуть селити. Роль дружини збирається виконати Сніжана.

### 5 серія
Степана Юхимовича заарештували і звинувачують у вирубці дерев. Але він не хоче зізнаватися, що шукав скарб батьків. Катя пішла ловити справжніх браконьєрів, але спіймали її. Гарбуз же прагне збільшити продажі, закривши кафе Ані, але Тамара заборонила вживання алкоголю в селі взагалі!

### 6 серія
У селі відкрили медичний кабінет – між Тамарою і Іваном йде сварка за те, чиє ж це досягнення. Ось тільки ще треба знайти лікаря, Іван пропонує посаду Каті. Тим часом зник Степан Юхимович, а Шурко знайшов в лісі бурштин.

### 7 серія
Тамара вирішила провести серед селян іспит з української мови – вона налаштована вигнати родину Кібця. У лікарню до Каті направили інтерна на ім’я Анатоль, який починає за нею доглядати. Іван посварився з Тетяною і вони навіть налаштовані розійтися. Також в цій серії глядачі познайомляться з дітьми Миколи.

### 8 серія
Іван вирішив не балотуватися на посаду сільського голови і повністю присвятити себе сім’ї. Але домашні справи йому даються гірше, ніж політичні. Дмитро ніяк не може помиритися з Катею, тому вирішив захворіти, щоб потрапити до неї на прийом. А діти Миколи викрали трактор і мало не розгромили село. Потім на них ще й напали бджоли!

### 9 серія
У село боротися за мільйон приїхав Денис. Він намагається віддати дітей Миколи в соціальну службу. Гарбуз став головою Гайківців і хоче переконати Боярчука об’єднати села. У новому селі Гарбуз відкриває магазин.

### 10 серія
Денис подав заяву на Катерину в поліцію, а також розповів мамі Сніжани про наміри Тимура. Анна навіть загрожує Тимуру рушницею. У Гайківцях тим часом влаштували концерт з Дядею Жорою. Іван намагається переманити шоумена в своє село. Що ж з цього вийде?

### 11 серія
Катю посадили до в’язниці в Гайківцях, Дмитро відправляється її рятувати. У Куляб їде шведський голова, але знайшовся актор, який хоче обдурити Івана. Поки Тимур поїхав з села, до Сніжани заграє Петро. Чи готова Катя відмовитися від мільйона, щоб Денис перестав набридати її сім’ї?

### 12 серія
Дмитро запропонував Каті поїхати на медовий місяць до Туреччини. Іван вирішив провести козацькі розваги, щоб визначити голову нового об’єднаного села. Суддями стали Павло Зібров, Алла Кудлай та Петро Чорний. А Тимур зрозумів, що його мама не могла усиновити Дениса. Хто ж переможе в конкурсі і чим закінчиться серіал?

## Перегляд
Прем'єра першого сезону серіалу «Село на мільйон» відбулася в ефірі каналу «1+1» 28 листопада 2016 року.
Прем'єра другого сезону серіалу «Село на мільйон» відбулася в ефірі каналу «1+1» 20 листопада 2017 року.

## Акторський склад

### У головних ролях
| Актор                    | Роль                        | Опис |
| ------------------------ | --------------------------- | --- |
| Анна Кошмал              | Катерина Кібець (Боярчук)   | Онука Юхима Кібця, двоюрідна сестра Миколи та Тимура, одна з трьох спадкоєців мільйону. Катя за професією лікар, до переїзду у Куляби проживала разом з батьками у Львові. У першому сезоні її хлопцем був лікар Денис, але вона розриває з ним стосунки й закохується у Дмитра. У другому сезоні вони одружуються. Катя працює лікарем у Кулябах. Наприкінці серіалу стає відомо, що Катя і Дмитро живуть разом і у них народився син.    |
| Дмитро Сова              | Дмитро Боярчук              | Син голови сільради Івана та Тетяни, лісничий, коханий Каті. У кінці першого сезону його запрошують стати головним лісничим на Синевир і він погоджується. У другому сезоні стає чоловіком Катерини. Дмитро - добрий, мужній та щирий. Має собаку на ім'я Дружок (вівчарка). Наприкінці серіалу в Дмитра й Каті народився син. |
| Костянтин Войтенко       | Тимур Островський           | Онук Юхима Кібця, кузен Катерини та Миколи, приїхав у село за спадком з Києва. Він поводить себе дуже зухвало, наче мажор. Не звик до фізичної праці, називає себе "гуманітарієм". У другому сезоні зустрічається зі Сніжаною спочатку фіктивно, але поступово закохується в неї і освідчується. Через 5 років після подій 2 сезону, вони з Снєжкою переїхали у Київ, одружилися та чекають на дитину.                                     |
| Євген Капорін            | Микола (Коля) Петренко      | Онук Юхима Кібця, двоюрідний брат Катерини та Тимура, приїхав за мільйоном з Миколаєва. До цього працював моряком на кораблі. Розведений, має двох діточок: Марію та Олександра, дуже їх любить. Мати Миколи померла. Коля - добрий, завжди готовий допомогти, працьовитий. Наприкінці 1 сезону стає членом сільської ради. У другому сезоні закохується в співробітницю служби захисту дітей та лишається жити з нею та дітьми в Кулябах. |
| Анатолій Хостікоєв       | Іван Боярчук                | Голова сільради селища Куляби, чоловік Тетяни та батько Дмитра. У кінці другого сезону стає головою СМТ, що утворилось шляхом об'єднання сіл Куляби та Гайківці. |
| Ярослав Чорненький       | Шурко                       | Найкращий друг Івана Боярчука, хрещений Дмитра та батько Петра. Він - колишній міліціонер, на разі є правою рукою Івана, завжди його підтримує та допомагає. Шурко входить до сільської ради села Куляби. |
| Олександр Ярема          | Мирон Гарбуз                | Член сільської ради Куляб, власник магазину "ГАРБУЗіК", батько Йосипа. Товаришує з Тамарою. Прагне зайняти місце сільського голови Куляб, тому весь час робить різні каверзні ситуації для Івана. У другому сезоні на певний час стає сільським головою Куляб, а потім - головою сільради сусіднього села Гайківці. У кінці 2 сезону мириться з Іваном та стає його помічником в управлінні СМТ.                                           |
| Юрій Горбунов            | Священик Любомир (пан отче) | Веде проповіді у Кулябах, допомагає мешканцям та головним героям своїми порадами. Займає місце у сільській раді. Дуже кмітливий та мудрий. |
| Анатоль Фон-Філантра     | Петро                       | Поліцейський, син Шурка, найкращий друг Дмитра та Йосипа. У першому сезоні закоханий у Сніжану, але боїться їй у цьому зізнатися. Він сором'язливий, добрий, хороший друг. У другому сезоні розуміє, що більше не кохає Снєжку. Наприкінці серіалу, повідомляється, що Петро успішно закінчив поліцейську академію. |
| Наталка Денисенко        | Сніжана (Снєжка)            | Донька Ганни, працює з мамою у власному кафе. Закохана у Дмитра, була другою дружкою на їхньому весіллі з Катериною та ледь його не зірвала. У другому сезоні, для того щоб викликати у нього ревнощі почала зустрічатися з Тимуром та закохалася в нього. Згодом вони одружилися та переїхали жити до Києва, чекає на дитину. |
| Катерина Вишнева         | Світлана (Свєта)            | Найліпша подруга Сніжани, донька сільської вчительки Тамари, дівчина Йосипа. Вона працює у салоні краси. Завжди допомагає Сніжані. |
| Василь Сивохоп           | Йосип Гарбуз                | Найкращий друг Дмитра та Петра, син Мирона Гарбуза, хлопець Свєти. Він дуже часто розповідає про свої поїздки на заробітки за кордон, але виявляється, що то все брехня. Дуже креативний , дотепний та веселий хлопець, завжди вигадує як допомогти Дмитру. |
| Тетяна Зіновенко         | Ганна                       | Мати Сніжани, господиня кафе "У Ганни", член сільської ради, як правило під час голосування підтримує сторону Івана Боярчука. Спочатку погано ставилася до стосунків доньки і Тимура, але потім дає своє благословення і має приятельські відносини з родиною Островських. |
| Наталія Васько           | Тамара                      | Сільська вчителька української мови та літератури, мати Свєти. У першому сезоні є членом сільради й завжди підтримує Мирона Гарбуза, бо закохана в нього. У другому сезоні на певний час стає головою сільської ради й одразу ж розпочинає радикальні нововведення. Вона - дуже правильна, розумна, чемна, виступає за розвиток освіти у Кулябах та проти розпусти.                                                                        |
| Наталія Сумська          | Тетяна Боярчук              | Дружина голови сільради Івана та мати Дмитра, домогосподиня. Кмітлива та мудра жінка. |
| Олена Стефанська         | Дарія                       | Мати Тимура, сестра Степана, успішний адвокат, проживає у Києві, намагається, щоб мільйон дістався її сину. У другому сезоні всиновлює Дениса задля мільйона, але згодом розуміє, що була неправа та виправляється. |
| Валерій Астахов          | Степан (Стефан) Кібець      | Батько Катерини, брат Дарії, чоловік Наталі. Проживає у Львові, дуже хоче, щоб спадок отримала саме його донька. Намагається зірвати весілля Дмитра і Катерини, але потім вибачається. |
| Марк Дробот              | Денис                       | Колишній хлопець Катерини, лікар, проживає у Львові. Він прагне забрати мільйон. Наприкінці першого сезону сідає у в'язницю за маніпуляції медикаментами. Задля його спасіння, у другому сезоні мати Дарія його всиновлює, але згодом виявляється, що це було незаконно. Знов опиняється за ґратами. Він - підступний, хитрий та нечесний.                                                                                                 |
| Леся Самаєва             | Рената                      | Колишня дружина Миколи, живе з їх дітьми у Миколаєві. Прагне, щоб Микола отримав гроші та віддав їй з дітьми. У другому сезоні полишає дітей та їде з новим коханим жити в ОАЕ. |
| Олена Яблочна            | Наталя                      | Мати Катерини, дружина Степана, дуже любить свою доньку й хоче їй лише щастя. Проживає з чоловіком у Львові, спокійна, мудра. |
| Володимир Задніпровський | Юхим Кібець                 | Померлий дід Катерини, Тимура та Миколи; батько Дарії та Степана, проживав у Кулябах. Залишив у спадок онукам 1 мільйон євро, який вони отримають, коли цілий рік проживуть у Кулябах. |
| Ігор Портянко            | Отець Антоній               | Священик, займається кримінальними справами та котрабандою бурштину з Рівненської області. Нечесним шляхом намагається об'єднати селища Куляби та Гайківці в СМТ та вкрасти мільйон. Підступний, хитрий та підлий. У кінці 2 сезону Петро та Неділько саджають його до в'язниці разом з Денисом. |
| Володимир Ямненко        | Неділько                    | Поліцейський села Гайківці, допомагає отцю Антонію в його нечесних справах, сажає Катерину у в'язницю, але у кінці 2 сезону виправляється й разом з Петром заарештовує отця Антонія. |
| Мирослав Жмурко          | Олександр (Саша) Петренко   | Молодший син Миколи та Ренати, розбишака, кмітливий та веселий. Лишається жити з батьком в Кулябах. |
| Ніна Набока              | Баба Кася                   | Бабця яка всіх проклинає. |
| Селена Жмурко            | Марія (Маша) Петренко       | Старша донька Миколи та Ренати, розбишака, розумна та винахідлива. Лишається жити з батьком в Кулябах. |
| собака Фред              | Дружок                      | Пес Дмитра та Катерини, вівчарка. |

### В епізодах
Ю. Тете, Н. Набока, С. Воляновський, С. Кияшко, Я. Стень, Б. Гациляк, П. Снісаренко, Ю. Загорна, Л. Римар, О. Печеник, Ю. Шамлюк, А. Соловйов, О. Рудинський, О. Прокопенко, О. Терновий, Т. Антрапова, Р. Никоненко, С. Детюк, А. Колесник, П. Мисак, Ю. Якуша, В. Челканов, В. Шеховцев, Т. Цимбалюк, Т. Гапичева.

## Знімальна група
- Креативні продюсери: Ярослав Стень
- Автор сценарію: Ярослав Стень, Роман Розенгурт, Богдан Гациляк, Кирило Тимченко
- Провідні редактори: Кирило Тимченко
- Оператори-постановники: Володимир Гуєвський
- Режисери-постановники: Бата Недич
- Другі режисери: Тетяна Остапчук, Микола Пеліхов
- Асистенти режисера: Неля Пустовойт
- Локейшни-менеджери: Наталія Семеник
- Скрипти-супервайзери: Софія Недич
- Оператор: Дмитро Литвиненко, Валентин Мельниченко
- Художники-постановники: Наталія Васильєва

- Асистенти художника-постановника: Артур Уразов
- Реквізитори: Карина Балеян
- Постановник: Андрій Музира, Дмитро Ткачук
- Художники по костюмах: Ольга Кожина
- Асистенти художника по костюмах: Ігор Кожин
- Костюмер: Анастасія Олійник, Валерія Метелиця
- Художники по гриму: Алла Троцюк
- Асистенти художника по гриму: Любов Хакало
- Гримери: Анна Хан
- Кастинги-директори: Оксана Степчук
- Асистенти по акторах: Анна Гула
- Звукооператори: Іван Александров
- Бум-оператори: Пєтар Недич
- Бригадири Освітлювачів: Михайло Мовчан
- Освітлювачі: Максим Сахно
- Кей грипи: Олександр Гуманов
- Головні відеоінженери ТОМ: Ігор Олійник
- Інженери спецтехніки: Іван Моренець
- Інженери плейбеку: Олександр Слюсаренко
- Інженери майданчику: Віктор Івахнюк
- Дата-інженер: Олександр Єгорченков, Леонід Гребенюк
- Дольщик: Антон Рудь, Володимир Іванов
- Адміністратор: Єгор Кадомцев, Олена Сухачова
- Режисери монтажу: Тарас Різник
- Продюсери постпродакши: Ольга Михальченко
- Редактори монтажу: Сергій Тузюк
- Музичні продюсери: Сергій Могилевський
- Звукорежисери монтажу: Олександр Барба
- Виконавчі продюсери: Артем Стеценко
- Лінійні продюсери: Олег Шум
- Менеджери з документообігу: Анастасія Олесіюк
- Продюсер: Вікторія Лєзіна, Олена Васільєва
- Генеральні директори «1+1»: Олександр Ткаченко

## Критика
Глядачі, зокрема, тернополяни, неоднозначно сприймають новий серіал, який насправді не відображає реальний стан сільського життя.
Відображається безпідставне приниження Миколаєва, тобто не сприйняття його, як окремого міста.

## Цікаві факти
- Перша серія на офіційному каналі «1+1» на YouTube набрала понад мільйон переглядів[4].
- Майже кожна інша серія першого сезону набирала по пів мільйону переглядів на YouTube.
- У другому сезоні серіалу акторка Наталка Денисенко знімалася вагітною, тому кадри знімалися таким чином, щоб не було видно її положення.
- Собака Фред, що грає пса Катерини та Дмитра - Дружка - насправді є домашнім улюбленцем Анни Кошмал.